# Acquario di Genova
L'Acquario di Genova  è un acquario situato a Ponte Spinola, nel cinquecentesco porto antico di Genova.
Di proprietà di Porto Antico di Genova S.p.A. e gestito dalla società Costa Edutainment S.p.A., è stato inaugurato nel 1992 in occasione delle Colombiadi, ossia della Expo celebrativa del cinquecentesimo anniversario della scoperta europea dell'America. La progettazione della struttura e dell'area limitrofa è dell'architetto Renzo Piano, l'allestimento degli interni è stato curato dall'architetto Peter Chermayeff. Successivamente è stato a più riprese ampliato.

## Descrizione

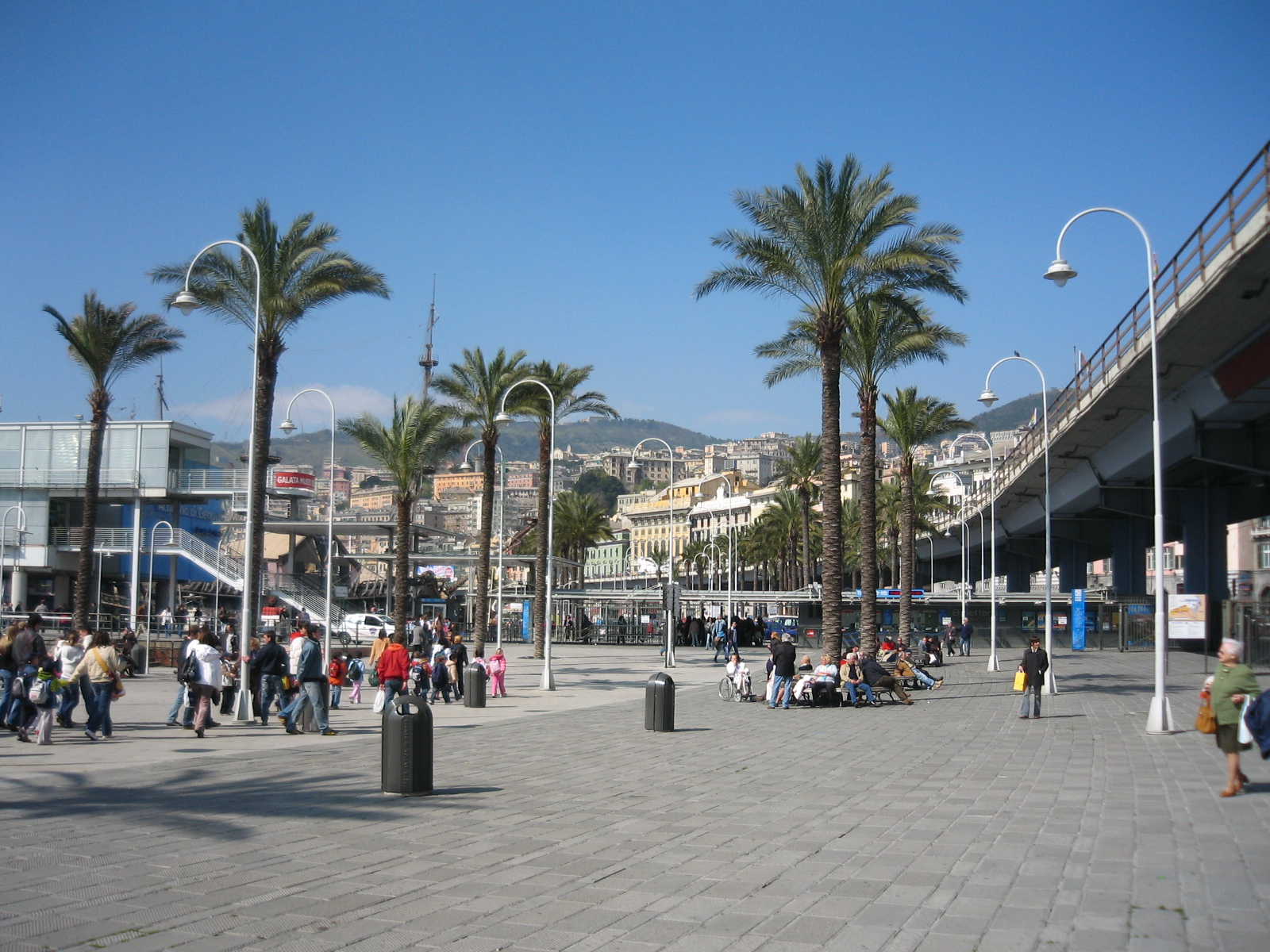
Vista esterna

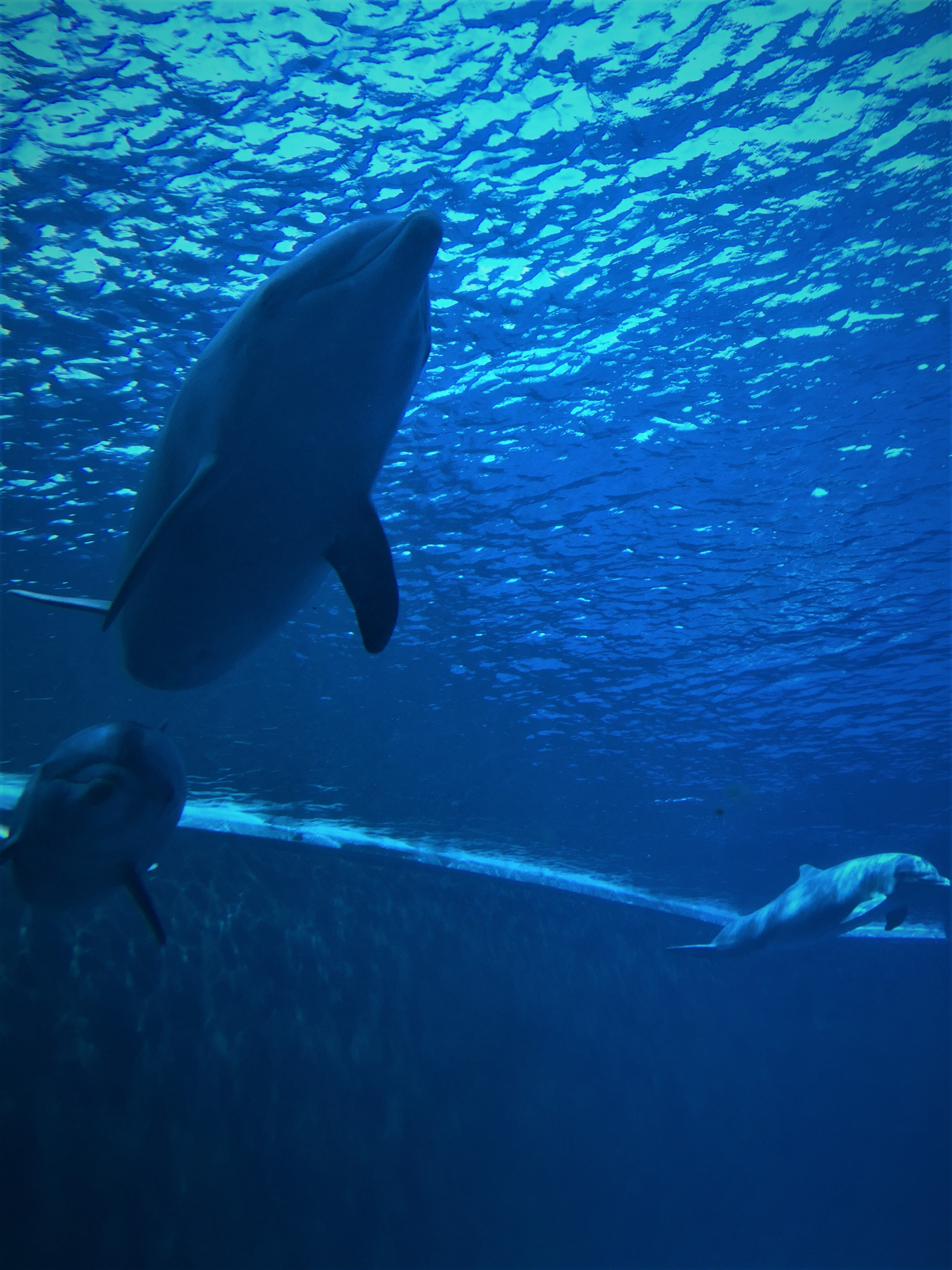
La vasca dei delfini

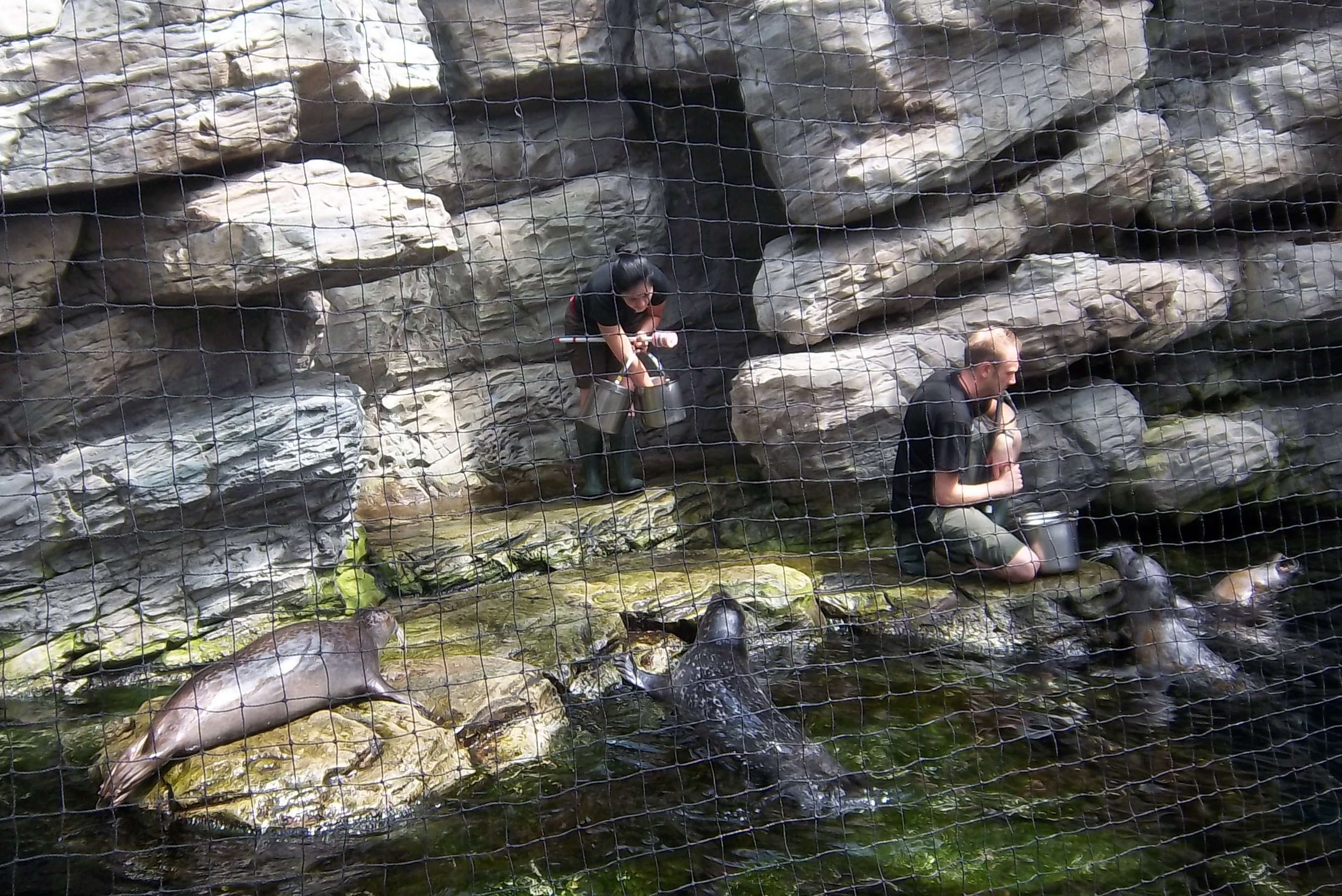
La vasca dei leoni marini

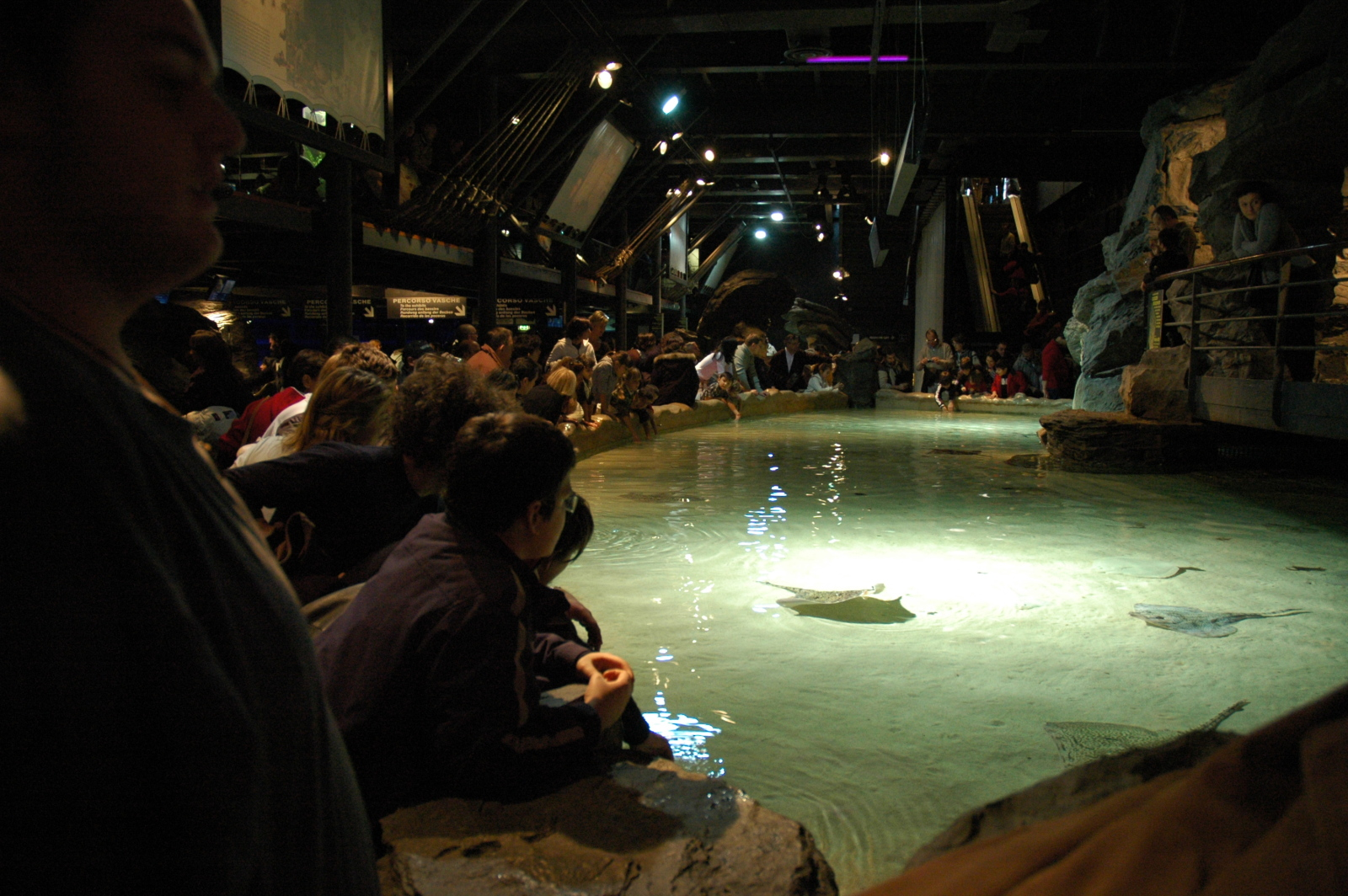
La vasca delle razze

### Il percorso
Il percorso di 3 ore e 45 minuti comprende 43 vasche comprese le 4 a cielo aperto del Padiglione Cetacei inaugurato nell'estate del 2013. La superficie totale della struttura è di 27 000 metri quadrati. Le vasche ospitano circa 15 000 animali di 400 specie diverse tra pesci, mammiferi marini, uccelli, rettili, anfibi, invertebrati in ambienti che riproducono quelli originari delle singole specie con evidenti finalità didattiche.
Quattro grandi vasche consentono di osservare gli animali da due diversi livelli; ospitano rispettivamente i lamantini, squali di diverse specie, foche, pinguini. Grazie al nuovo Padiglione Cetacei, i delfini possono essere ammirati sia dall'alto, grazie a una grande parete vetrata con una finestra apribile, sia da una prospettiva subacquea grazie al tunnel vetrato di 15 metri di lunghezza e al grande acrilico lungo 20 metri.
Due volte al giorno, il pubblico può assistere al momento del pasto dei delfini con un addestratore a disposizione per raccontare curiosità e informazioni sulla biologia degli animali e sul lavoro quotidiano necessario al mantenimento di questi animali.
I percorsi speciali "Avventura Acquario" e "Acquario segreto" sono particolarmente indicati per i bambini: permettono di scoprire cosa si nasconde dietro le vasche e vedere le aree segrete dell’Acquario. I bambini potranno capire e imparare molto di più della bellezza dell'acquario.
Una volta al mese, l'Acquario di Genova propone la "Notte con gli Squali", offrendo a un massimo di 35 ragazzi per notte (di età compresa tra i 7 e i 18 anni) di dormire davanti alla vasca degli squali, passando un'intera notte all'interno dell'acquario, per scoprire tutto sul comportamento notturno dei suoi abitanti.

### Specifiche tecniche
L'acqua dell'Acquario è prelevata al largo della costa grazie a una presa mare che garantisce un approvvigionamento costante di acqua di ottima qualità. Viene stabulata in quattro cisterne situate a lato dei due piani. L'acqua viene analizzata e depurata, quindi immessa nelle vasche, tutte fornite di impianti di filtrazione meccanici e biologici garantendo a ogni ambiente la temperatura, il pH e la salinità adeguata.

## Ampliamenti

### Padiglione della Biodiversità
Dopo l'inaugurazione la struttura è stata ampliata una prima volta nel 1998 utilizzando gli spazi dello scafo di una nave (denominata Nave Italia o Nave Blu) che ospita il Padiglione della Biodiversità. In una vasca il visitatore può immergere le mani e toccare direttamente le razze (vasche tattili).
In questa area non vi sono solo specie marine, ma anche animali di foreste pluviali o di acqua dolce, quali tartarughe, serpenti, iguane, anfibi.

### Padiglione Cetacei

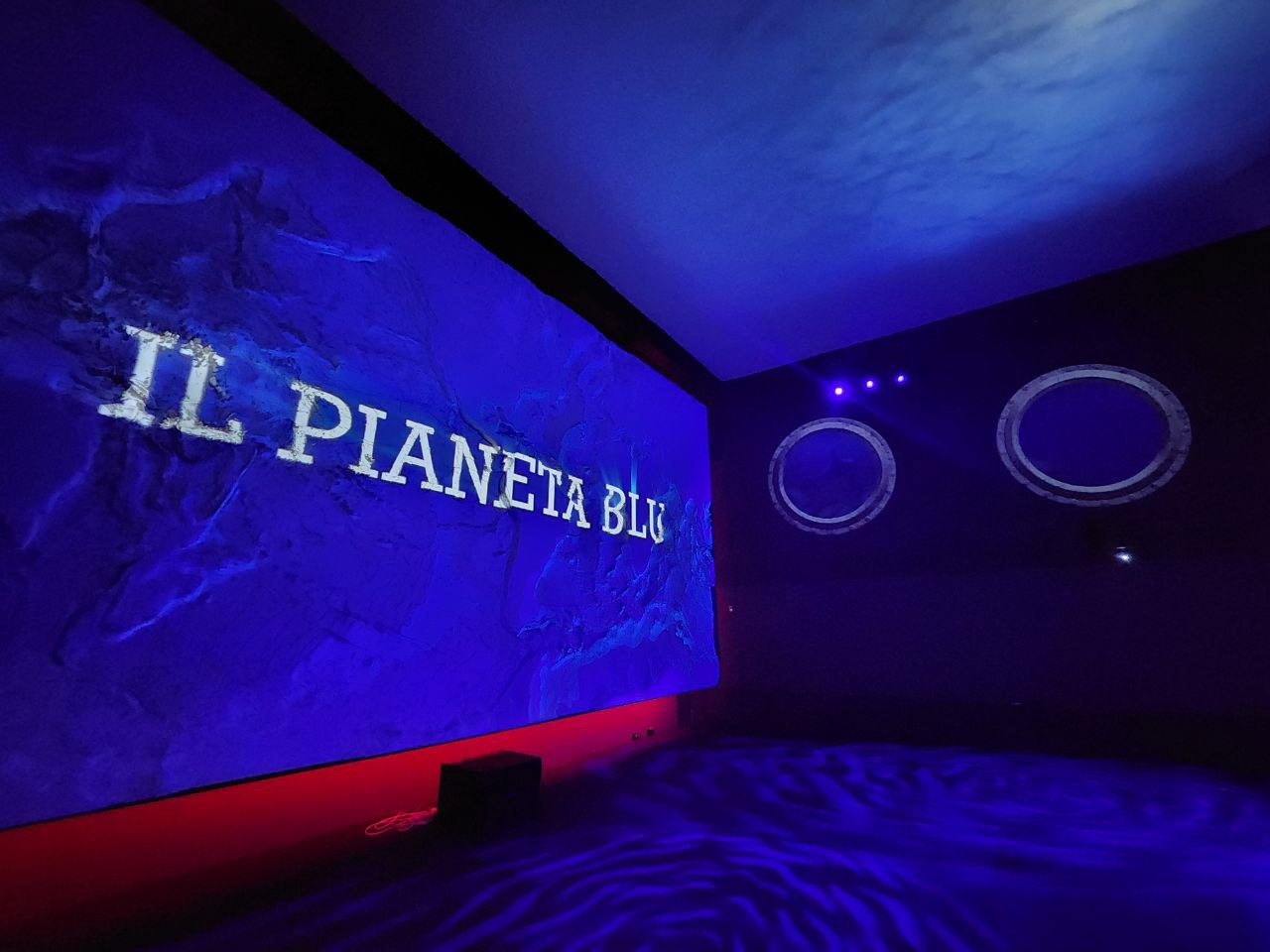
L'ingresso e la prima sala dell'Acquario

Il 27 luglio 2013 è stato inaugurato il Padiglione Cetacei, progettato dall'architetto Renzo Piano. La nuova struttura è collocata tra la Nave Italia e il corpo principale ed è alta in totale 23 metri (come un palazzo di sette piani) per la maggior parte immersi in acqua, lunga 94, larga 30 e ospita quattro vasche per un totale di 4 800 metri cubi di volume d'acqua. Il percorso espositivo si snoda su due piani.

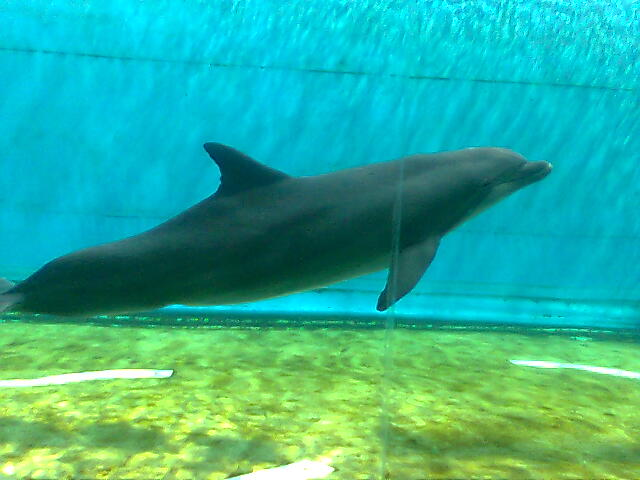
Esemplare di Tursiops truncatus, o Tursiope, nel nuovo "Padiglione dei Cetacei"